# Jorge Baptista
Pour les articles homonymes, voir Carlos, Santos, Moreira et Baptista.
Jorge Carlos Santos Moreira Baptista, simplement appelé Jorge Baptista, est un footballeur portugais né le 2 avril 1977 à Vila Nova de Gaia. Il évolue au poste de gardien de but.

## Biographie
Jorge Baptista découvre la 1re division portugaise lors de la saison 2004/2005 avec le club d'Estoril-Praia.
Il joue par la suite en faveur du Gil Vicente et du Leixões SC.
En 2008, Jorge Baptista rejoint les rangs du Naval 1er mai, où il officie en tant que gardien remplaçant.
À l'issue de la saison 2009-2010, Jorge Baptista a disputé un total de 62 matchs en 1re division portugaise.

## Carrière
- 1995-2000 :  Dragões Sandinenses
- 2000-2002 :  AD Machico
- 2002-2003 :  Sporting Espinho
- 2003-2004 :  Dragões Sandinenses
- 2004-2005 :  GD Estoril-Praia
- 2005-2007 :  Gil Vicente FC
- 2007-2008 :  Leixões SC
- 2008-2011 :  Naval
- 2011-2012 :  Gil Vicente FC
- 2012-2013 :  SC Covilhã
- 2013-2014 :  Leixões SC
- 2014-2015 :  SC Freamunde
- 2015-2016 :  CD Trofense